# Esquay-Notre-Dame
Esquay-Notre-Dame is een gemeente in het Franse departement Calvados (regio Normandië). De plaats maakt deel uit van het arrondissement Caen. Esquay-Notre-Dame telde op 1 januari 2022 1.447 inwoners.

## Geografie
De oppervlakte van Esquay-Notre-Dame bedroeg op 1 januari 2022 3,02 vierkante kilometer; de bevolkingsdichtheid was toen 479,1 inwoners per km².
De onderstaande kaart toont de ligging van Esquay-Notre-Dame met de belangrijkste infrastructuur en aangrenzende gemeenten.

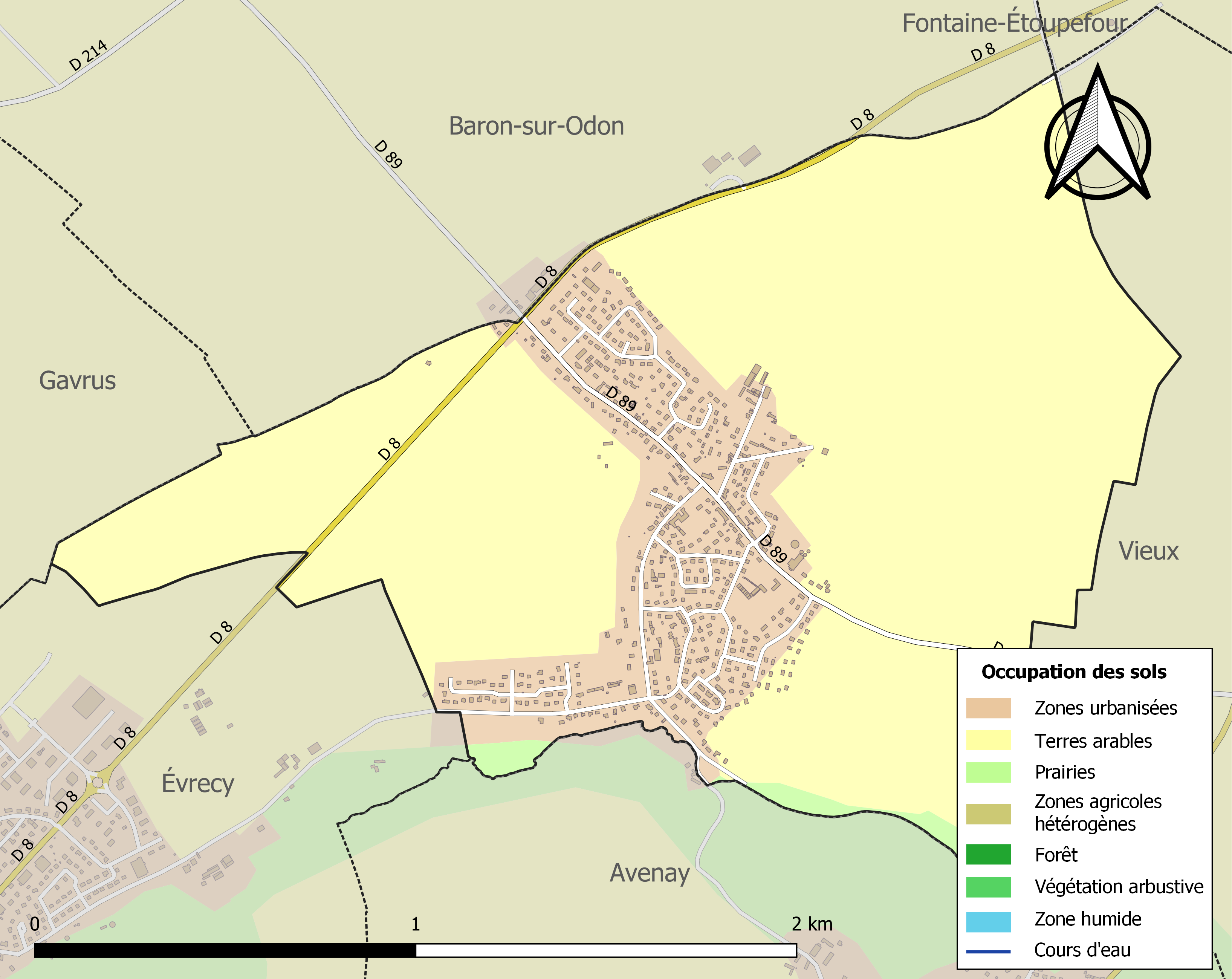

## Demografie
Onderstaande figuur toont het verloop van het inwonertal (bron: INSEE-tellingen).
Vanwege een beveiligingsprobleem met de MediaWiki Graph-software is het momenteel niet mogelijk deze grafiek weer te geven. Zodra de software is bijgewerkt zal de grafiek vanzelf weer zichtbaar worden.